# 錢德勒·馬西
錢德勒·馬西（英語：Chandler Massey，1990年9月10日—）是美國的一位演員。他最著名的作品是在我們的日子中出演Will Horton角色。他在2012年獲得艾美獎日間電視劇最佳年輕演員獎的提名,他在2013年艾美獎日間電視劇獲得傑出青年演員獎。

## 外部連結
- 錢德勒·馬西在互联网电影资料库（IMDb）上的資料（英文）